# Trizogeniates ohausi
Trizogeniates ohausi är en skalbaggsart som beskrevs av Villatoro 2002. Trizogeniates ohausi ingår i släktet Trizogeniates och familjen Rutelidae. Inga underarter finns listade i Catalogue of Life.